# Ranidel de Ocampo
Ranidel Rozal de Ocampo (Tanza, 8 dicembre 1981) è un ex cestista e allenatore di pallacanestro filippino.

## Carriera
Con le Filippine ha disputato i Campionati mondiali del 2014 e quattro edizioni dei Campionati asiatici (2003, 2011, 2013, 2015).